# HSV Groß Born
Der Heeressportverein Groß Born war ein deutscher Militär-Fußballverein aus der Provinz Pommern, der diesen Namen von November 1943 bis zu seiner Auflösung am 26. September 1944 trug und der an der Deutschen Fußballmeisterschaft 1943/44 teilnahm.

## Geschichte
Bereits zwischen 1933 und 1943 hatte die Fußballmannschaft als HSV Hubertus Kolberg in der Gauliga Pommern gespielt, ehe der Truppenstandort nach Groß Born verlegt wurde. Allerdings trug sie ihre Heimspiele auch dann nicht in Groß Born selbst, sondern im ca. 20 km entfernten Neustettin aus, die der Meisterschafts-Endrunde in Stettin. Der HSV Groß Born gewann in der Saison 1943/44 sämtliche zehn Spiele in der Gauliga Pommern-Ost bei einem Torverhältnis von 83:2 und erreichte anschließend das Halbfinale der deutschen Meisterschaft, das in Hannover gegen den Luftwaffen-Sportverein Hamburg 2:3 verloren ging. Auf das Spiel um Platz 3 gegen den 1. FC Nürnberg wurde aufgrund der Kriegssituation verzichtet.
Der Verein ging mit dem Dritten Reich unter.

## Kader 1943/44
Tor: Alexander Martinek (Hamburger SV, DFB).

Abwehr: Georg Endres, Morgalla, Fritz Ahlers (Hertha BSC).

Mittelfeld: Litzenburger, Wilhelm Sold (FV Saarbrücken, DFB), Kurt Hallex (Union Oberschöneweide), Günther Rutz (SC Concordia Hamburg).

Sturm: Albert Engelbracht, Kurt Hinsch (Hamburger SV), Edmund Conen (FC Mülhausen, DFB), Justus Eccarius (CSC 03 Kassel), Waßmer, Ernst Plener (Breslauer SpVgg 02, DFB), Otto Rohwedder (Hamburger SV, DFB).
In Klammern: Herkunftsvereine der Kriegsgastspieler; DFB = Deutscher Nationalspieler